# 五条川

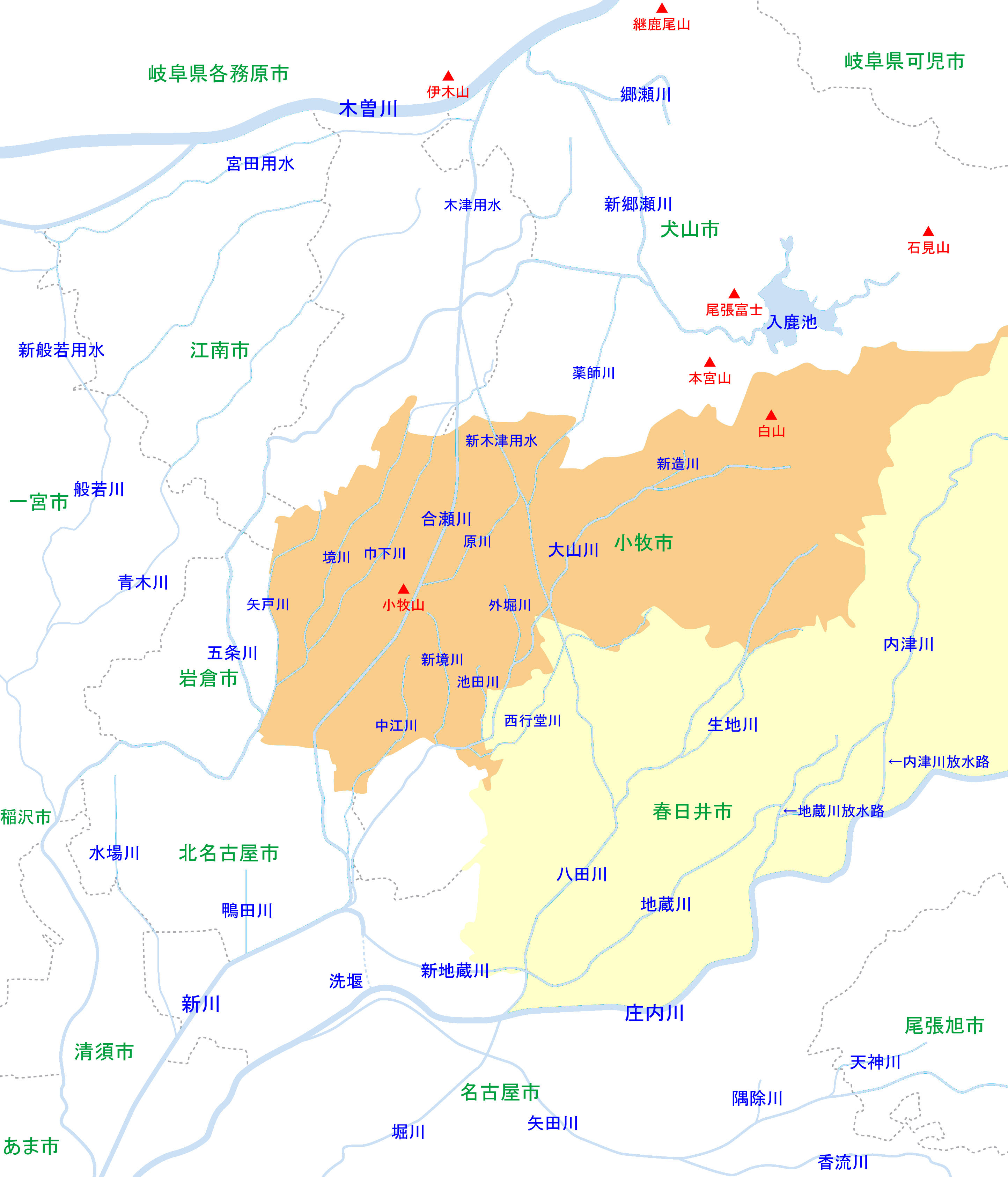
小牧市・春日井市周辺河川の位置関係図

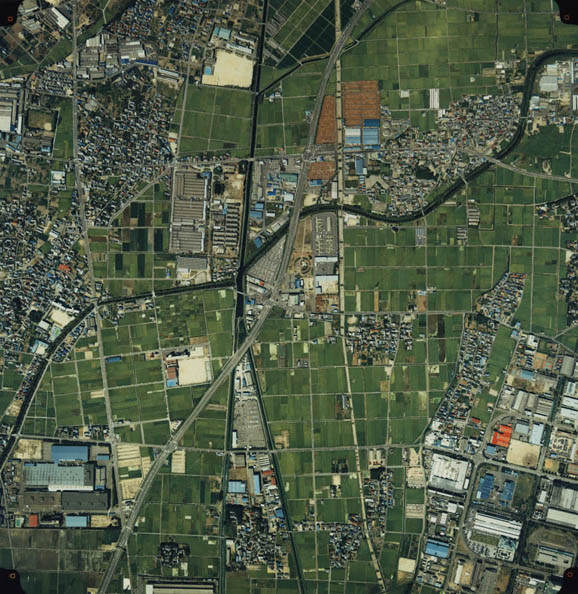
愛知県丹羽郡大口町を流れる五条川（合瀬川との交差地点）。
1987年度（昭和62年度）に撮影された

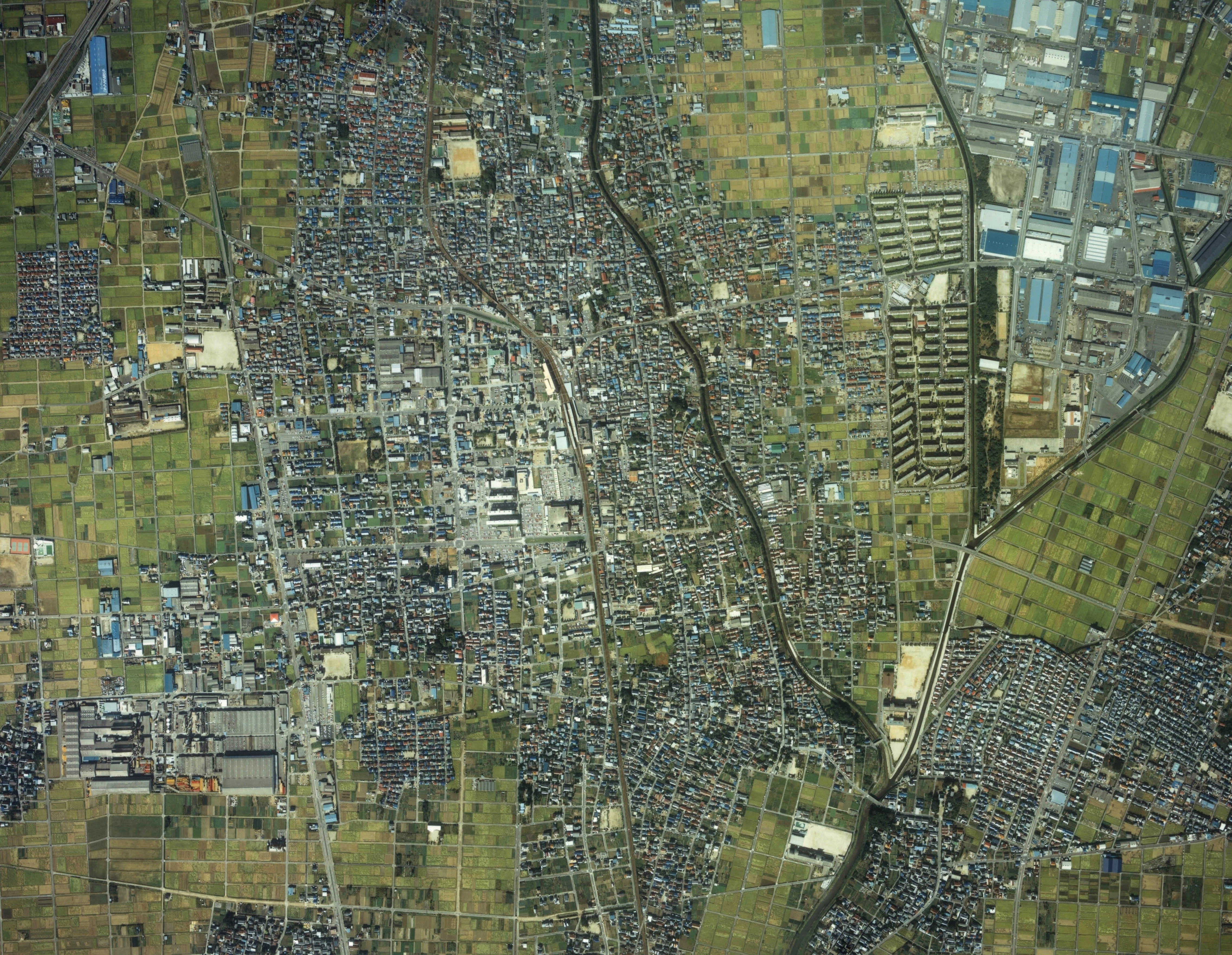
愛知県岩倉市付近を流れる五条川（巾下川の合流部）
1987年度（昭和62年度）に撮影された愛知県丹羽郡大口町を流れる五条川（合瀬川との交差地点）。

五条川（ごじょうがわ）は、岐阜県多治見市に源を発し、愛知県西部を流れる庄内川水系の一級河川である。

## 地理
岐阜県多治見市の高社山付近に源を発する。愛知県犬山市の八曽山の南を流れ、入鹿池に水を満たした後、新郷瀬川と別れる。半之木川を合わせ、大口町に入ったところで、合瀬川（木津用水）・新木津用水と交わる。岩倉市では巾下川を、一宮市では青木川を合わせる。清須市とあま市との境界から新川に合流する。中・上流部はかつて幼川（おさながわ）と呼ばれた。
大口町・江南市・岩倉市の区間は、「日本さくら名所100選」に選定されている。特に岩倉市付近は市街地を流れており、桜の季節にはこいのぼりの「のんぼり洗い」も行なわれる。名鉄犬山線 岩倉駅から至近でもあるので毎年春の「岩倉桜まつり」でにぎわっている。
「五条川親水護岸等」で、平成2年度手づくり郷土賞（生活を支える自然の水）受賞。

## 流域の自治体
岐阜県
多治見市
愛知県
犬山市、丹羽郡大口町、江南市、一宮市、岩倉市、小牧市、北名古屋市、稲沢市、清須市、あま市

## 灌漑用池沼
- 入鹿池

## 橋梁

### 花見橋
2023年（令和5年）3月、大口町制施行60周年を記念して、大口町下小口に木製の「花見橋」が架けられた。

## 関連書籍

### 書籍
- 「古代の五条川水系とその周辺〜濃尾平野の歴史番外編（1983年）」小池昭著（小池昭、1983年）
- 「合瀬川・五条川合流分流部水理模型実験報告書（1984年）」建設省土木研究所著（建設省土木研究所河川部都市河川研究室、1984年）
- 「五条川」青木イク子著（牧羊社、1990年）
- 「中小河川浄化対策調査報告書〜モデル河川五条川」愛知県庁環境部水質保全課著（愛知県庁環境部水質保全課、1991年）
- 「五条川魚類生息調査（1995年度）岩倉の水辺を守る会著（岩倉の水辺を守る会、1995年）
- 「よみがえれ五条川の自然」岩倉市役所編（岩倉市役所、1995年）
- 「五条川」中部読売新聞社著（中部読売新聞社、1996年）
- 「五条川上流域の古代を語る〜北島白山遺跡の遺物から」おがわよしのり著（考古学フォーラム、1997年）
- 「冬の五条川〜のんぼり洗いと鯉釣り」岩倉市役所（岩倉市役所、1999年）
- 「五条川のはなし」榊原茂雄・榊原惣一郎共著（雛倉宇一、2002年）
- 「五条川の今・むかし・これから」岩倉市役所（岩倉市役所、2004年）
- 「五条川のほとりにて〜山内一豊公の誕生地から」伊藤信太郎著（新風舎、2006年）

### 写真集
- 「晩秋の五条川」玉腰茂著
- 「秋の五条川畔」玉腰茂著
- 「夜の五条川」玉腰茂著
- 「雪の五条川」高瀬卓郎著
- 「秋色の五条川」玉腰茂著
- 「五条川寸景」服部弘吉著
- 「晩秋の五条川」玉腰エミ子著
- 「五条川文化の夜」片岡守道著